# 肥後伊倉站
肥後伊倉車站（日语：〔〕／ Higo-ikura eki */?）為熊本縣玉名市伊倉北方2003番地所在之九州旅客鐵道（JR九州）鹿兒島本線的鐵路車站。

## 車站構造
為具有2面2線側式月台之地面車站，站舎建築結構為木造平屋式。
九州交通企画進行業務委託車站之車站業務。沒有MARS座席指定券的發售，不過設置有POS端末機的設備。
有近距離車票販賣機之設置。
還有，設有男女兼用的垂度類型洗手間（dip type toilet）。

### 月台配置
| 月台 | 路線        | 方向 | 目的地                 |
| ---- | ----------- | ---- | ---------------------- |
| 1    | ■鹿兒島本線 | 上行 | 大牟田、鳥栖、博多方向 |
| 2    | ■鹿兒島本線 | 下行 | 熊本、八代方向         |

## 車站周邊
離車站大約1.5km處為産交公車伊倉宮前(いくらみやのまえ)之公車站。
- 伊倉北八幡宮
- 伊倉南八幡宮
- 唐人舟つなぎ銀杏
- 四位官郭公墓
- 吉利支丹墓碑
- 本堂山宇佐一族の墓

## 历史
- 1935年（昭和10年）4月3日 - 鐵道省開始設站。

開設當初車站本屋還存現在於熊本側末端。現在車站本屋為第2代。
- 1965年（昭和40年）9月10日 - 荒木～熊本站間電氣化
- 1967年（昭和42年）9月26日 - 肥後伊倉～木葉站間複線化
- 1968年（昭和43年）3月18日 - 玉名～肥後伊倉站間複線化
- 1982年（昭和62年）4月1日 - 依據國鐵分割民營化由九州旅客鐵道繼承。

## 相鄰車站
九州旅客鐵道
鹿兒島本線
玉名－肥後伊倉－木葉

## 外部連結
- JR九州 – 肥後伊倉車站 （页面存档备份，存于）（日語）